# Crenidorsum rubiae
Crenidorsum rubiae là một loài côn trùng cánh nửa trong họ Aleyrodidae, phân họ Aleyrodinae.
Crenidorsum rubiae được miêu tả khoa học đầu tiên bởi P.M.M. David năm 2000.